# Enyalioides azulae
Enyalioides azulae  (лат.) — вид ящериц семейства Hoplocercidae. Известны только из одного места в национальном парке Cordillera Azul National Park в Перу.
Видовое название «azulae» происходит от испанского слова Azul, «синий».